# Xuxiake (köpinghuvudort i Kina, Jiangsu Sheng, lat 31,76, long 120,34)
Xuxiake (kinesiska: 徐霞客, 徐霞客镇) är en köpinghuvudort i Kina. Den ligger i provinsen Jiangsu, i den östra delen av landet, omkring 150 kilometer öster om provinshuvudstaden Nanjing. Antalet invånare är 131 040. Befolkningen består av 63 540 kvinnor och 67 500 män. Barn under 15 år utgör 9,0 %, vuxna 15-64 år 79 %, och äldre över 65 år 10,0 %.
Runt Xuxiake är det tätbefolkat, med 849 invånare per kvadratkilometer. Närmaste större samhälle är Luoshe, 19,6 km sydväst om Xuxiake. Trakten runt Xuxiake består till största delen av jordbruksmark.
Genomsnittlig årsnederbörd är 1 390 millimeter. Den regnigaste månaden är juli, med i genomsnitt 250 mm nederbörd, och den torraste är januari, med 38 mm nederbörd.